# Leiocephalus cuneus
Leiocephalus cuneus (підвітряна ігуана-крутихвіст) — вимерлий вид ігуаноподібних ящірок родини Leiocephalidae, що був ендеміком Малих Антильських островів.

## Поширення і екологія
Викопні рештки підвітряних ігуан-крутихвостів відомі з Ангільї, Барбуди, Антигуа та Гваделупи в архіпелазі Підвітряних островів. Вони жили в прибережних районах, поїдали рослинність та яйця ящірок і черепах. Вид був зареєстрований у 1667 році французьким монахом і натуралістом Жан-Батистом Дю Тертром, однак в подальшому вимер.